# Prédio da Antiga Faculdade de Medicina da Bahia
Prédio da Antiga Faculdade de Medicina da Bahia é um edifício idealizado para atender as necessidades da Faculdade de Medicina da Bahia da Universidade Federal da Bahia (FMB-UFB) fundado no ano de 1808, localizado em Salvador, capital do estado da Bahia.

## História
Com a mudança da corte portuguesa para o Brasil, tomada por decisão de D. João VI, havia a necessidade da construção de uma máquina estatal e de serviços públicos nas terras do Brasil colonial. Após abrir os portos do Brasil às nações amigas de Portugal, D. João VI assinou, em 18 de fevereiro de 1808, o decreto que anunciava a inauguração da Escola de Cirurgia da Bahia, no antigo Hospital Real Militar da Cidade do Salvador, que ocupava o prédio do Colégio dos Jesuítas, construído em 1553, no Terreiro de Jesus. A faculdade tornou-se a primeira instituição de ensino superior no país.

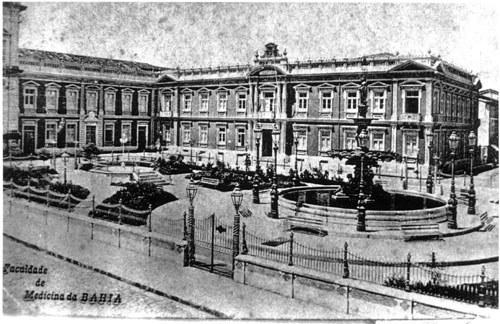
Edifício da antiga Faculdade de Medicina da UFBA, construído entre 1905 e 1908 por Teodoro Sampaio segundo projeto de Victor Dubugras.

O prédio foi planejado pelo engenheiro Teodoro Sampaio com projeto arquitetônico elaborado pelo francês Victor Dubugras no ano de 1905, aproveitando o antigo Colégio dos Jesuítas e que tinha sediado a Faculdade de Medicina durante décadas. A obra possui elementos de arquitetura eclética, possuindo a fachada voltada para o Terreiro de Jesus manteve o entablamento primitivo que faz sequência com o que subdivide o corpo inferior da fachada da atual Catedral de Salvador. A fachada manteve o ritmo e as dimensões das envasaduras primitivas do antigo Colégio dos Jesuítas, as quais acrescentaram apenas falsos frontões classicistas. Nesse prédio, formaram-se médicos como Manuel Vitorino, Afrânio Peixoto, Oscar Freire, Nina Rodrigues, Alfredo Brito, Juliano Moreira, Martagão Gesteira, Prado Valadares, Pirajá da Silva e Gonçalo Muniz.
Nas décadas de 1970 e 1980, a edificação, semi-utilizada, encontrava-se parcialmente em ruínas; apenas a ala voltada para o Terreiro de Jesus – onde, por imposição da Ditadura Militar de 1964, funcionava a Faculdade de Filosofia e Ciências Humanas da UFBA –  e a da outra extremidade – onde funcionava o Instituto Médico Legal Nina Rodrigues – estavam em uso.
O prédio foi ocupado pela Faculdade de Medicina até o ano de 2004, quando a Faculdade foi transferida para a sede antes ocupada exclusivamente pelo Memorial. A secretaria da faculdade ocupou o prédio, juntamente com os projetos de extensão universitária da Medicina da Universidade Federal da Bahia (UFBA).

## Tombamento

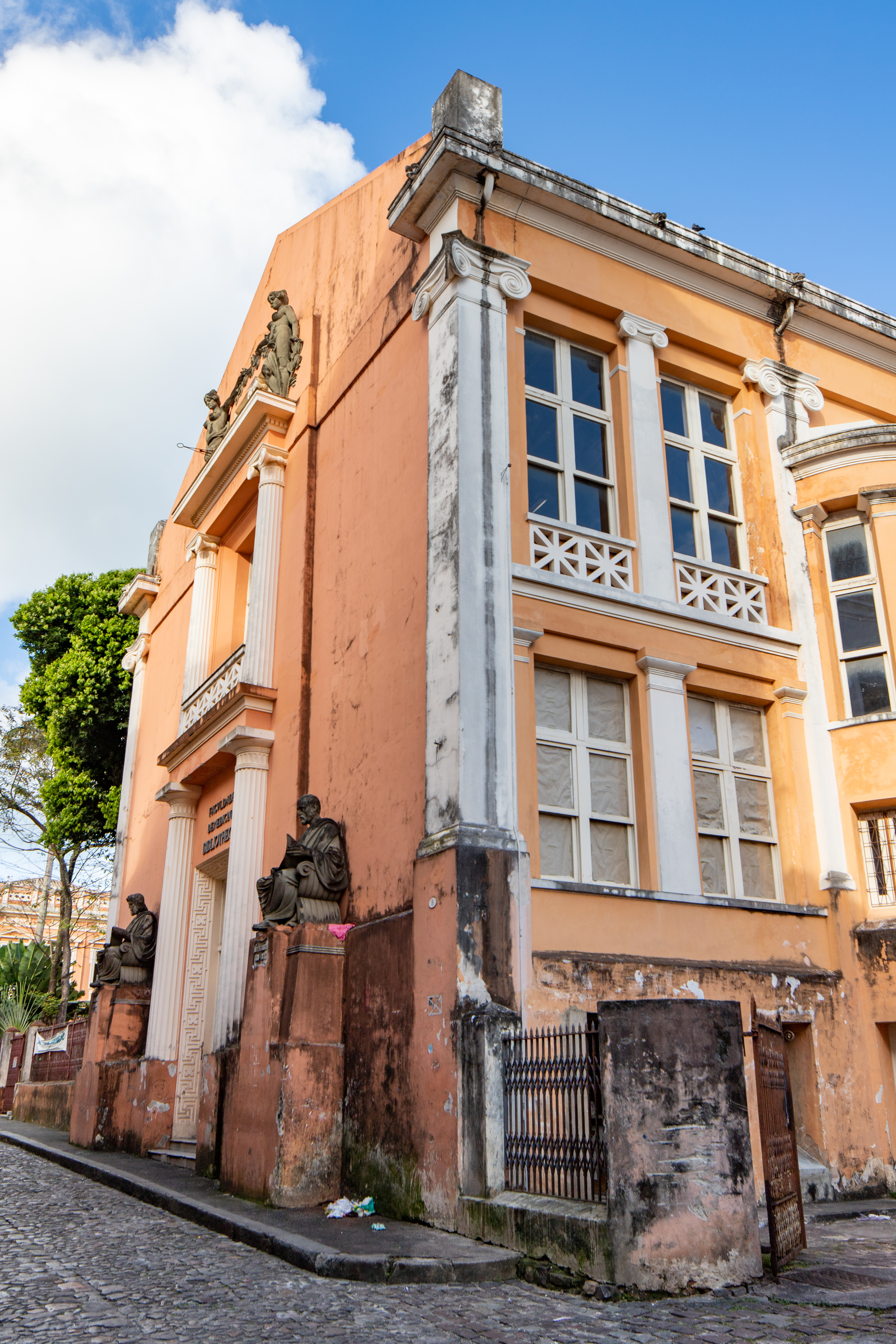
Lateral do prédio, em 2019.

No ano de 2015, o prédio da faculdade passou pelo processo de tombamento histórico junto ao Instituto do Patrimônio Histórico e Artístico Nacional (IPHAN), órgão vinculado ao Governo Federal brasileiro, responsável pela conservação histórica do país.
Segundo o órgão, a indicação ao tombamento ocorre por seu valor histórico, ser o berço do ensino da medicina no Brasil, e por seu valor arquitetônico, no período da arquitetura eclética da primeira metade deste século, bem como seu valor dentro da obra do arquiteto Victor Dubugras, a despeito de encontrar-se a edificação integrada ao Centro Histórico de Salvador.
Apesar do processo de tombamento, o prédio encontra-se em péssima estado de conservação. Devido aos aspectos de comprometimento e abandono do prédio, o IPHAN foi condenado pelo Ministério Público Federal (MPF) à realizar reformas de restauração no prédio.
A despeito da condenação, no ano de 2020, em reportagem feita pela Rádio Metrópole, o jornalista Alexandre Galvão aferiu que o prédio continua abandonado e com risco de desabamento.